# Feuerwehr in Schweden

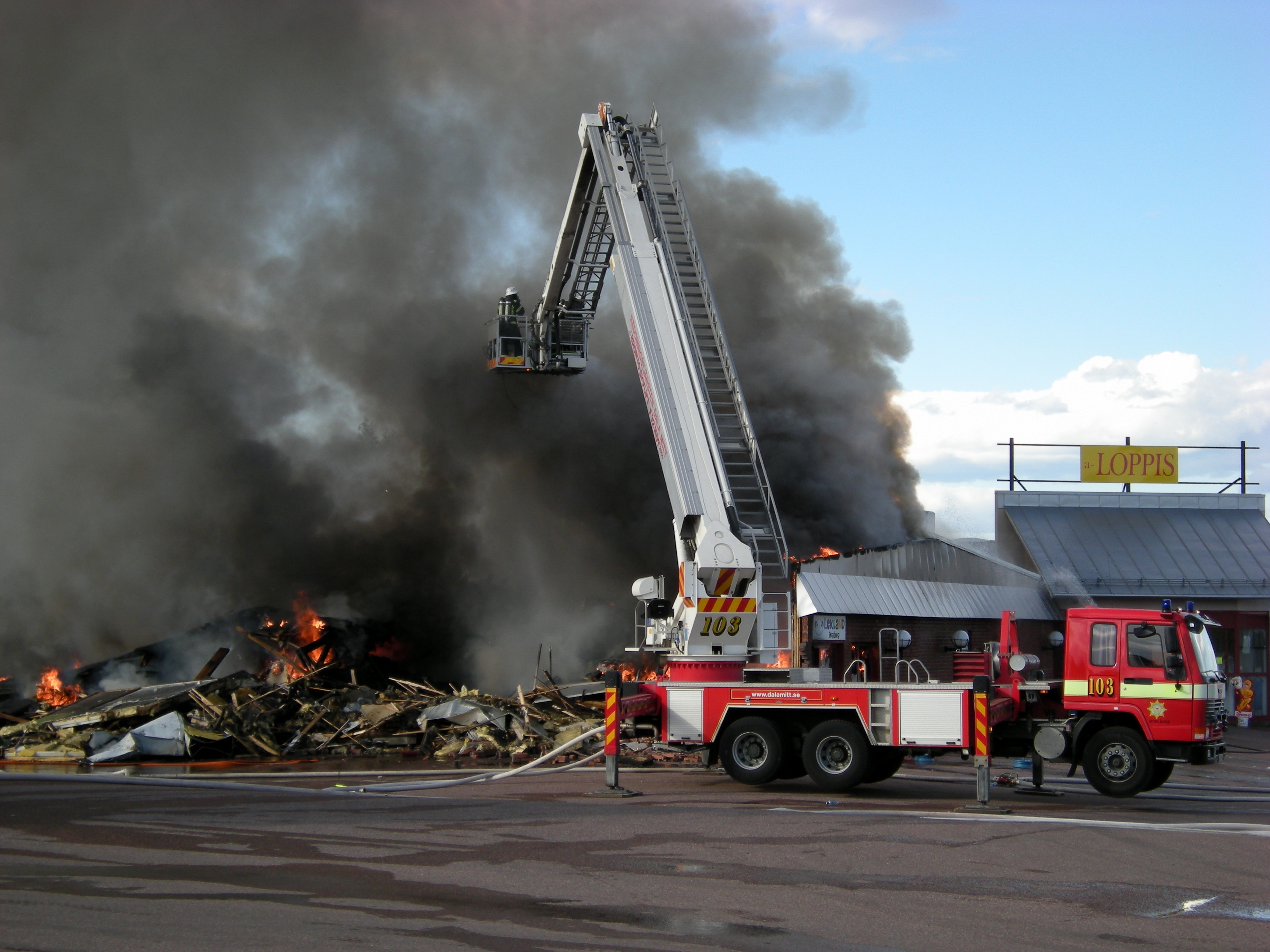
Brandeinsatz in Dalarna

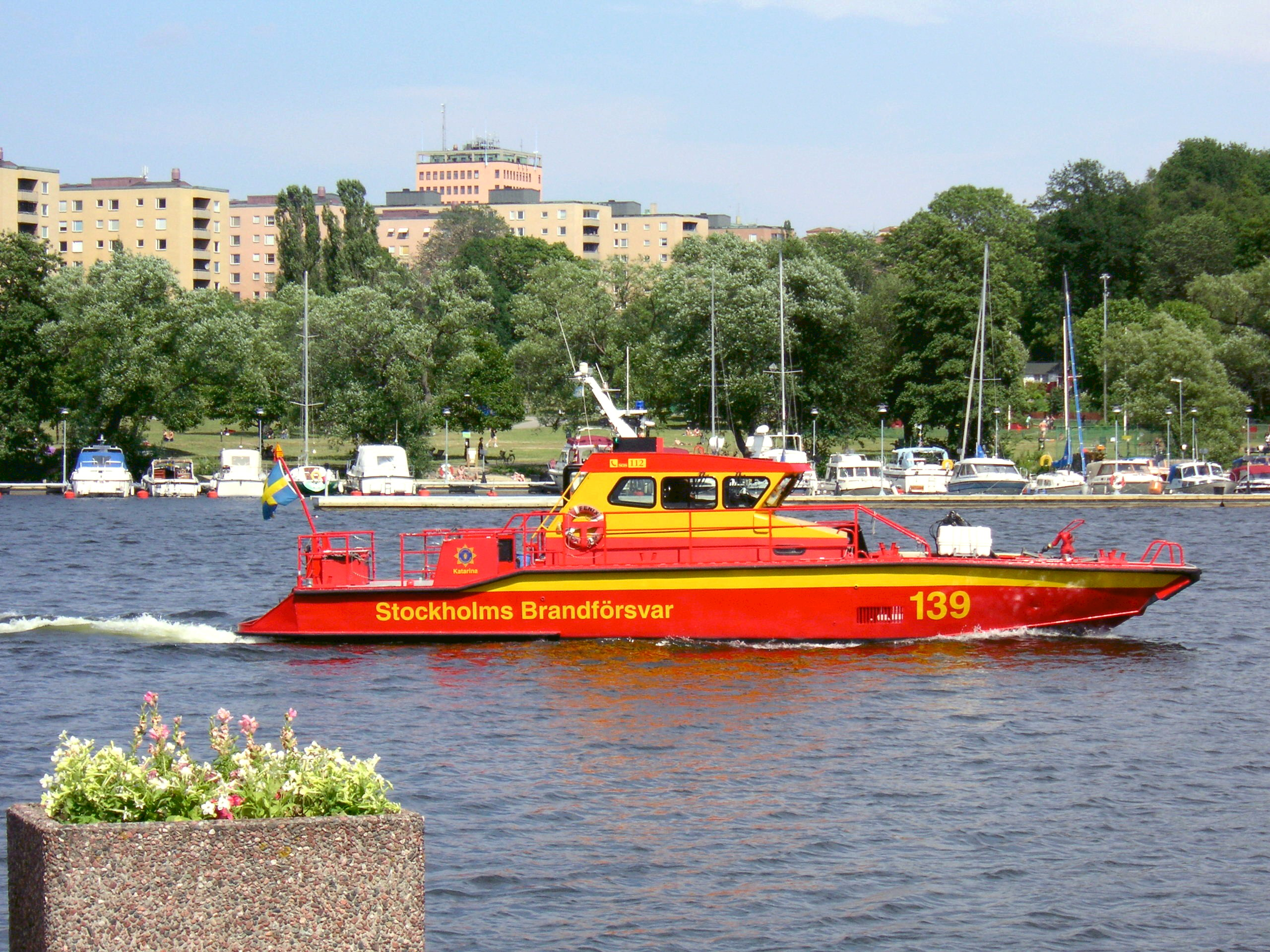
Feuerlöschboot der Stockholmer Feuerwehr

Die Feuerwehr in Schweden besteht aus 4.970 Berufsfeuerwehrleuten und 10.699 Feuerwehrleuten auf Teilzeitbasis. Freiwillige Feuerwehrleute gibt es in Schweden nicht.

## Allgemeines
In Schweden bestehen 944 Feuerwachen und Feuerwehrhäuser. Insgesamt sind 15.669 Personen, davon 4.970 Berufsfeuerwehrleute und 10.699 Teilzeit-Feuerwehrleute, im Feuerwehrwesen tätig. Der Frauenanteil beträgt sieben Prozent.
Die schwedischen Feuerwehren wurden im Jahr 2019 zu 128.044 Einsätzen alarmiert, dabei waren 26.445 Brände zu löschen. Hierbei wurden 78 Tote von den Feuerwehren geborgen und 882 Verletzte gerettet.

## Feuerwehrverband
Die nationale Feuerwehrorganisation (Myndigheten för samhällsskydd och beredskap) repräsentiert die schwedischen Feuerwehren mit ihren über 15.000 Feuerwehrangehörigen im Weltfeuerwehrverband CTIF (Comité technique international de prévention et d’extinction du feu).